# Tupiza
Tupiza (chicha: Topejsa o Tucpicsa) és un municipi del departament de Potosí, Bolívia. És la capital de la província de Sud Chichas. La seva població és de 44.814 habitants (segons el Cens bolivià de 2012),. El gentilici local és tupiceño.
La ciutat està enclavada a l'estreta vall agrícola del riu Tupiza, envoltada de nombrosos assentaments miners, així com el Salar d'Uyuni.

## Toponímia
Existeixen diverses versions sobre el nom de la ciutat de Tupiza. El sacerdot Simó Torres Carrasco en el seu Monografia de Sant Joan Baptista de Talinasosté
"Que la gent en èpoques immemorials transitaven per les platges on està Tupiza, al buscar metalls i or cavaven terra. Ttojpisan (està cavant), deien en veure'ls treballar així. I del quítxua va derivar el nom amb el qual avui es coneix el poble i la regió. "

## Història
La ciutat es troba al territori ancestral dels Chiches. Es creu que la ciutat hauria estat fundada entre 1535 i gener de 1536, com a base d'aprovisionament per a l'expedició de Diego de Almagro a Xile. No se sap si la població va ser creada pel mateix Almagro o pel seu adelantado Juan de Saavedra, cap d'una partida exploratòria. De ser certa aquesta creença, Tupiza seria juntament amb Paria (fundada en les mateixes circumstàncies) la ciutat espanyola més antiga de Bolívia, i la segona més antiga no fundada pels espanyols.
Això es confirmaria en l'existència de registres notarials que nomenen espanyols com a veïns de Tupiza ja en 1539, el mateix any de la fundació de Chuquisaca.
Una altra versió assegura que la ciutat va ser fundada el 4 de juny de 1574 per Luis de Fuentes y Vargas, qui s'encaminava per la vall a establir la ciutat de Tarija.

## Geografia
La jurisdicció territorial del municipi té una superfície de 6.503 km². Limita al nord amb la província de Nor Chichas, a l'oest amb la província de Sud Lípez, a l'est amb els departaments de Tarija i Chuquisaca i al sud amb la província de Modesto Omiste i la República Argentina.